# Adenia
Adenia es un género de plantas con flores perteneciente a la familia Passifloraceae. Comprende 181 especies descritas, y de estas solo 102 están aceptadas.

## Descripción
Este género es conocido por la extrema toxicidad de su savia, especialmente en aquellas perennes formadoras de una gran base hinchada (el caudex: es una especie cauduciforme).  Además de compuestos cianogénicos, contiene lectinas que destruyen ribosomas, impidiendo la síntesis de proteínas.  Este es el mismo modo de acción del ricino, y las toxicidades son comparables.  Adenia volkensii ha mostrado ser intensamente tóxica según Barbieri (1984). Pelosi et al (2005) compararon diez especies, y encontraron 3 (A. stenodactyla, A. goezii, A. lanceolata) que inhibían a <0,1 ng/ml y letal a ratones a <2ug/kg, haciéndolo el más potente tóxico letal conocido.

## Taxonomía
El género fue descrito por Peter Forsskål y publicado en Flora Aegyptiaco-Arabica , pl. 77, descr. 1775. La especie tipo es: Adenia venenata Forssk.    

## Especies seleccionadas
- Adenia aculeata Engl.
- Adenia cissampeloides (Planch. ex Hook.) Harms
- Adenia cladosepala (Baker) Harms
- Adenia digitata Engl.
- Adenia ellenbeckii Harms
- Adenia fruticosa
- Adenia firingalavense (Drake ex Jum.) Harms.
- Adenia glauca Schinz
- Adenia globosa Engl.
- Adenia goetzii
- Adenia keramanthus Harms.
- Adenia lanceolata
- Adenia lobata (Jacq.) Engl.
- Adenia olaboensis Claverie
- Adenia pechuelii Harms
- Adenia racemosa
- Adenia spinosa Burtt Davy
- Adenia stenodactyla
- Adenia venenata Forssk.
- Adenia volkensii Harms